# Vasilij Ivanovič Čapajev
Vasilij Ivanovič Čapajev (rusky Василий Иванович Чапаев; 28. lednajul./ 9. února 1887greg. Budajka na Urale, Ruské impérium – 5. září 1919 u města Lbiščensk) byl ruský voják a sovětský vojevůdce z doby ruské občanské války.

## Život
Pocházel z chudé rolnické rodiny, jeho otec byl mordvinské národnosti. Od roku 1908 absolvoval základní vojenskou službu v carské armádě. V roce 1914 byl v důsledku vypuknutí první světové války opět povolán do armády, kde sloužil u 326. pěšího pluku 82. divize. V roce 1915 dokončil vojenskou školu a stal se poddůstojníkem. V boji projevoval velkou odvahu, proto byl vyznamenán třemi Jiřskými kříži. V roce 1917 se v září přidal k bolševikům, o tři měsíce později byl vojáky zvolen velitelem pluku. Zhruba rok studoval na Akademii generálního štábu a poté velel uralské frontě a byl velitelem 25. střelecké divize, která svedla boje i s československými legiemi. Zúčastnil se několika operací proti Kolčakově armádě. Zahynul při neočekávaném přepadu jeho velitelského stanoviště uralskými kozáky, pravděpodobně se utopil (nebo byl zastřelen) při přechodu řeky Ural během nepřátelské palby.
Čapajev měl celkem tři děti, jeho nejstarší syn Alexandr Vasiljevič Čapajev se stal generálmajorem dělostřelectva Sovětské armády, syn Arkadij Vasiljevič padl v druhé světové válce jako vojenský letec.

## Odkaz v kultuře
K vytvoření legendy přispěl velkou měrou také román Dmitrije Furmanova Čapajev, film z roku 1934 a další z roku 1941. V roce 2012 byl natočen i seriál.
Sovětským vojákům byl mnoho desítek let dáván za vzor jakožto symbol odvahy, statečnosti a nezdolnosti sovětských lidí.
Po Čapajevovi bylo pojmenováno několik obcí. Od roku 1929 je po něm pojmenováno město Čapajevsk v Samarské oblasti v Rusku a od roku 1939 je po něm pojmenována vesnice Čapajev v Kazachstánu, poblíž které zahynul. Od roku 1925 až do dalšího přejmenování v rámci dekomunizace Ukrajiny v roce 2016 po něm bylo pojmenováno sídlo městského typu Slobožanske v Charkovské oblasti na Ukrajině.